# Prasinopyra metaleuca
Prasinopyra metaleuca är en fjärilsart som beskrevs av William Schaus. Prasinopyra metaleuca ingår i släktet Prasinopyra och familjen nattflyn. Inga underarter finns listade i Catalogue of Life.